# Synnotum contortum
Synnotum contortum är en mossdjursart som beskrevs av Campbell Easter Waters 1913. Synnotum contortum ingår i släktet Synnotum och familjen Epistomiidae. Inga underarter finns listade i Catalogue of Life.